# Colletes latitarsis
Colletes latitarsis là một loài Hymenoptera trong họ Colletidae. Loài này được Robertson mô tả khoa học năm 1891.